# SN 1984Z
SN 1984Z – niepotwierdzona supernowa typu II odkryta w czerwcu 1984 roku w galaktyce NGC 5548. W momencie odkrycia miała maksymalną jasność 16,10m.